# خوسيه غاسبار رودريغيز دي فرنسيا
خوسيه غاسبار رودريغيز دي فرانسيا إي فيلاسكو (بالإسبانية: José Gaspar Rodríguez de Francia y Velasco)‏ (و. 1766 – 1840 م) هو محامي، وسياسي من باراغواي . تولى منصب رئيس الباراغواي .
توفي في أسونسيون ، عن عمر يناهز 74 عاماً.

## التعليم
تعلم في جامعة قرطبة الوطنية

## روابط خارجية
- خوسيه غاسبار رودريغيز دي فرنسيا على موقع الموسوعة البريطانية (الإنجليزية)